# 偏性細胞内寄生体
偏性細胞内寄生体（へんせいさいぼうないきせいたい, obligate intracellular parasite）とは、別の生物の細胞内でのみ増殖可能で、それ自身が単独では増殖できない微生物のこと。偏性細胞内寄生性微生物とも呼ばれ、この性質を偏性細胞内寄生性と呼び、また、この中で特に真正細菌のグループに属するものを偏性細胞内寄生菌と呼ぶ。生きた細胞を使用しないで人工的に単独で培養することが出来ず、リケッチア、クラミジア、ウイルスがその代表例である。

## 概要

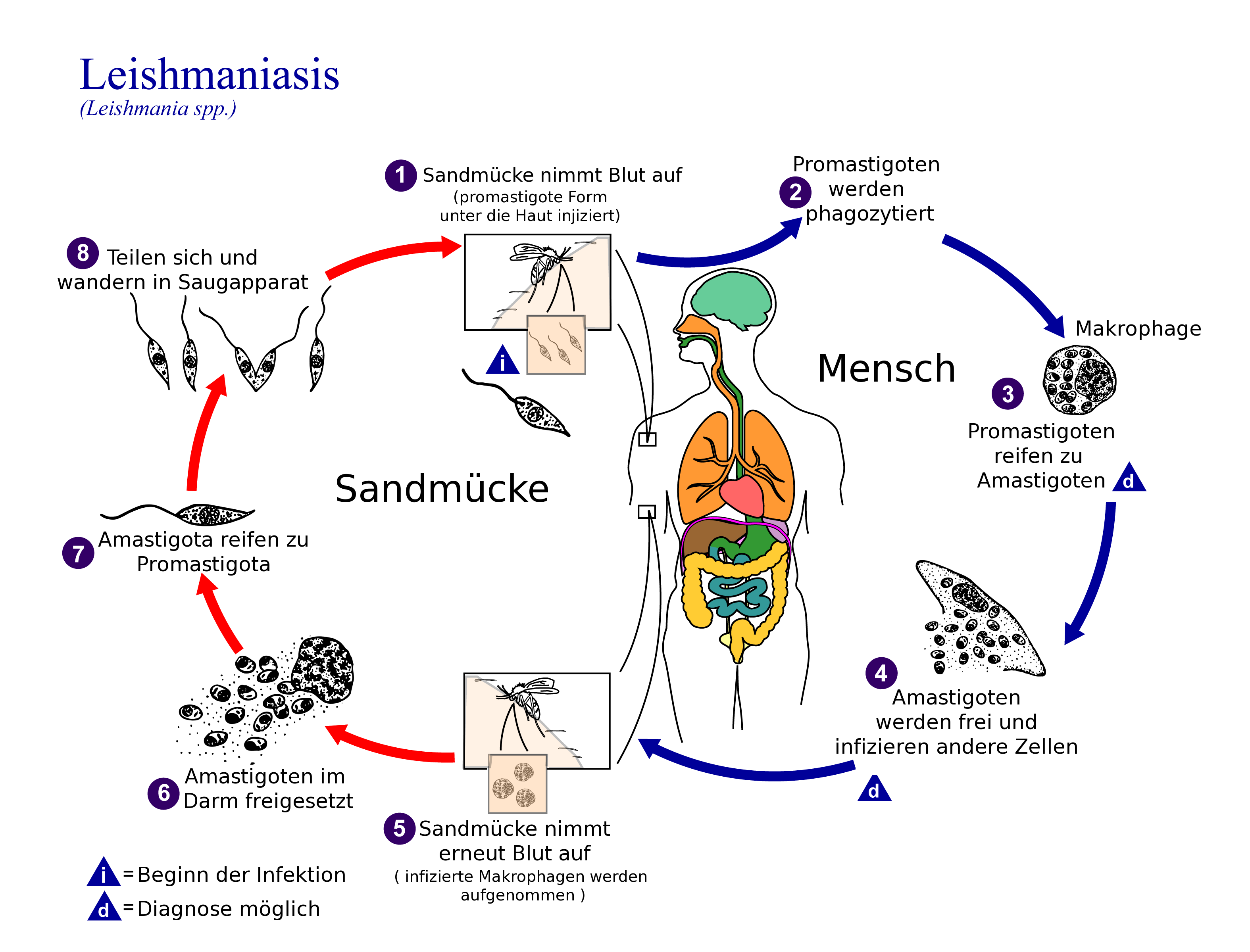
リーシュマニアの生活環 カラアザール病を引き起こす。2000年時点で全世界の罹患者数は約1000万人

微生物学者のSuterは、宿主に感染した微生物が宿主細胞内、細胞外のどちらで増殖するかによって下記3種類に分類した。
1. 偏性細胞外増殖寄生体：細胞内では増殖できず、細胞外でのみ増殖するもの。
2. 通性細胞内増殖寄生体（細胞内寄生体）：細胞内と細胞外の両方で増殖可能なもの。
3. 偏性細胞内増殖寄生体（偏性細胞内寄生体）：細胞内でのみ増殖し、細胞外で増殖することが不可能なもの。

大部分の病原性細菌、真菌、原生生物は、1の偏性細胞外寄生体であり、これらが体内に侵入するとマクロファージや白血球によって食菌され、これらの食細胞内で直ちに殺菌される。細胞外にいる時のみ、増殖し、病原性を発揮する。
病原性細菌の一部には食細胞に食菌された後、その殺菌機構をかいくぐって食細胞内で増殖できるものがある。これらが2.の通性細胞内寄生体と呼ばれるものであり、結核菌やチフス菌などが知られる。これらの病原体は単独で培養することも可能であるが、感染時には主に細胞内で増殖し、それが病原性の発揮につながる。
これに対して偏性細胞内寄生体は、それ自身を単独で培養することができないものを指す。偏性細胞内寄生体には次のようなものが挙げられる。
- すべてのウイルス
- 一部の真正細菌
  - リケッチア：発疹チフスリケッチア、紅斑熱リケッチアなど
  - クラミジア：トラコーマクラミジア、オウム病クラミドフィラ、肺炎クラミドフィラなど
  - ファイトプラズマ
  - コクシエラ：Q熱コクシエラ
- 一部の原生生物
  - トキソプラズマ
  - リーシュマニア
  - ネコブカビ類
  - 卵菌類のクサリフクロカビモドキなど
- 一部の菌類
  - ツボカビ類のフクロカビなど
  - 接合菌綱トリモチカビ目のゼンマイカビなど

## 細胞外で増殖できない理由
偏性細胞内寄生体が細胞外で増殖できない理由は、その微生物によって異なり、また一部のものについてはその理由が解明されていない。ただしこれまで判っている範囲では、(1).増殖に必要な代謝能力の一部を持たず、宿主に依存している、(2).細胞外では不安定ですぐに死んでしまう、という二つのが主な理由であると考えられている。
- ウイルス
ウイルスは核酸とタンパク質のみからなる微小な感染性粒子で、それ自身は極めて限られた能力、遺伝情報しか持たない。上記(1)の理由に相当し、増殖に必要なエネルギー産生やタンパク質合成など、大部分の代謝機構を宿主に依存している。
- クラミジア
クラミジアは、上記(1)の理由に相当し、自分自身がエネルギー産生系を持たないため、感染した宿主細胞が作り出したATPを利用して初めて各種の代謝を行うことができる。
- ファイトプラズマ
ファイトプラズマは上記(1)の理由に該当する。アミノ酸・脂肪酸の一部を合成できないためである。
- リケッチア
リケッチアはクラミジアとは異なり、エネルギー産生系をはじめ増殖に必要な機構を全て備えている。このためリケッチアが偏性細胞寄生性である理由はまだ完全には判っていないが、少なくとも上記(2)の理由がその一因と考えられている。リケッチアの細胞膜は、他の生物の細胞膜とは大きく異なっており、さまざまな成分の透過性が極めて高い。このため、感染した細胞内で宿主の細胞質からリケッチア内部に各種栄養が到達しやすい反面、細胞外ではリケッチア内の各種成分が容易に漏出し、細胞外で生存できないと考えられている。
- コクシエラ
コクシエラは、以前はリケッチアの一種に分類されていたが、他のリケッチアとは異なり細胞外でも比較的長期に生存可能であることと、その遺伝子がむしろレジオネラ（通性細胞内寄生体の一種）に近いことが明らかにされたため別のグループに分類された。その偏性細胞内寄生性の理由はまだ明らかになっていない。
- トキソプラズマ、トリパノソーマ、リーシュマニア
偏性細胞内寄生性の理由はまだ明らかになっていない。

## 感染防御と治療時の問題点
ヒトをはじめとする動物においては、抗体や補体による液性免疫と、食細胞や細胞傷害性T細胞による細胞性免疫の二つの免疫機構が、互いに協調して病原体による感染から宿主を防御しているが、このうち液性免疫の主役である抗体や補体は細胞の内部には入りこめない。そのため偏性細胞内寄生体に対する感染防御においては、液性免疫は病原体に接触してから侵入するまでのごく限られた段階にしか有効ではなく、細胞性免疫が果たす役割が大きい。この問題は通性細胞内寄生体にも共通に見られる。
感染症に対する薬剤療法を行う上にも問題が存在する。まず第一の問題として、病原体に作用させるためには薬剤の細胞内への浸透性が要求されるため、使用する薬剤が限られると共に、細胞への毒性が強く現れる危険性が高まることが挙げられる。第二に、特にウイルスでは増殖のための大部分の機構を宿主に依存しているため、その大部分の機構が薬剤治療の標的に使えないことが挙げられる。すなわちウイルスの増殖を止めるつもりが、正常な細胞の働きまで止めかねないということである。ただし、個々のウイルスについてその遺伝子の機能が明らかになるにつれ、それぞれに合った抗ウイルス薬の開発が進みつつある。

## 宿主との共生
多くの偏性細胞内寄生体は、宿主に感染して何らかの病気を起こすなど、宿主に対して不利益をもたらす病原体としての側面が大きい。しかし、バクテリオファージやプラスミドなど細菌に感染するウイルスでは、これらが薬剤耐性遺伝子や毒素遺伝子の運び屋になって、ウイルスの宿主である細菌の生存に有利になる場合があることが知られている。
また真核生物の細胞自体が、呼吸や光合成の能力を持った細菌が偏性細胞内寄生体として別の細菌に感染することで生まれたという細胞内共生説も提唱されている。この説によると、ミトコンドリアや葉緑体の祖先が偏性細胞内寄生体であり、おそらくは呼吸によるエネルギー産生能を持っているリケッチア、光合成を行う藍藻と、それぞれ共通の祖先を持つのではないかと考えられている。